# Cygnus NG-10
Cygnus CRS NG-10 est le onzième vol du cargo spatial Cygnus de Northrop Grumman et son dixième vol vers la Station spatiale internationale (ISS) dans le cadre du contrat Commercial Resupply Services avec la NASA. NG-10  est le premier vol du cargo Cygnus depuis le rachat d'Orbital ATK par Northrop Grumman juin 2018. La mission a été lancée le 17 novembre 2018 à 09:01:31 UTC par le lanceur de classe moyenne, Antares.
Durant la mission, un nouveau système de déploiement de CubeSat nommé SlingShot a été utilisé pour la première fois. Ce système a été développé par l'entreprise américaine SEOPS. Il a été apporté à bord de la station spatiale internationale lors de la mission SpaceX CRS-16 et a été mis en place lors de l'Expédition 58.

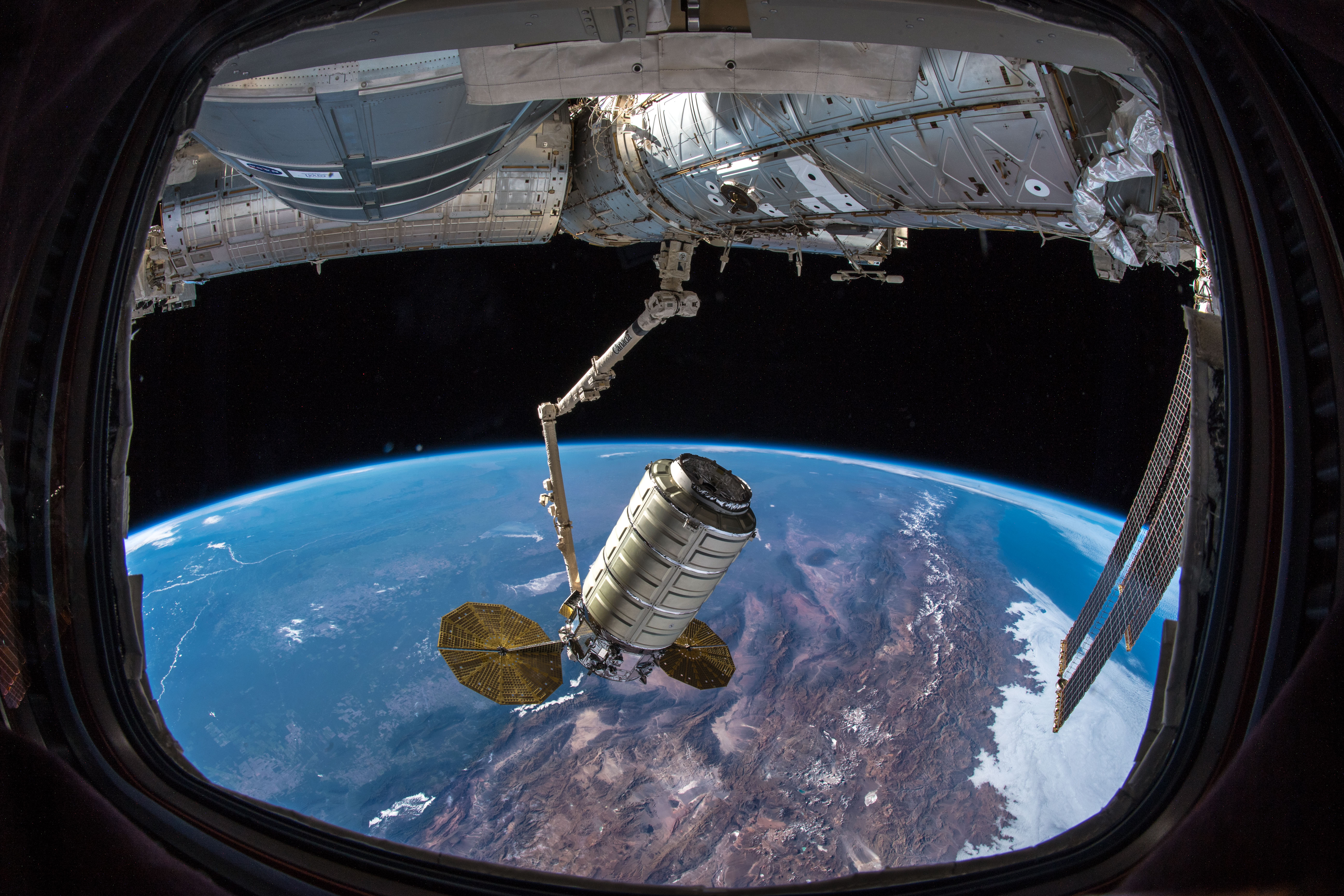
Le Canadarm2 agrippe le S.S John Young vers la station spatiale internationale

## Historique
La mission de démonstration COTS a été menée avec succès en septembre 2013, et Orbital a commencé des missions opérationnelles de fret vers l'ISS dans le cadre du programme du Commercial Resupply Services (CRS) avec deux missions en 2014. La troisième mission opérationnelle, Orb CRS-3, a échoué en raison d'un problème d'Antares lors du lancement. La société a décidé d'interrompre la série Antares 100 et d'accélérer l'introduction d'une nouvelle version de son lanceur. Antares a été mis à niveau avec des moteurs RD-181 pour son premier étage afin d'offrir de meilleures capacités d'emport de charge utile et une fiabilité accrue.
Entre-temps, la société avait signé un contrat avec United Launch Alliance pour un lancement par une Atlas V du CRS OA-4 fin 2015 depuis Cap Canaveral, en Floride et pour un deuxième lancement Atlas V en 2016,. La société avait prévu des missions Cygnus pour le premier (CRS OA-5), le deuxième (CRS OA-6) et le quatrième trimestre (Cygnus OA-7) de 2016. Deux d'entre eux ont été lancés par le nouvel Antares 230 et un sur le deuxième Atlas V susmentionné. Ces trois missions ont permis à Orbital ATK de couvrir son obligation initiale de charge utile sous contrat CRS. Cette mission particulière, connue sous le nom de NG-10, fait partie d'un programme d'extension qui permettra à la NASA de couvrir les besoins de réapprovisionnement de l'ISS jusqu'à l'entrée en vigueur du contrat Commercial Resupply Services-2 (CRS-2). Elle est tout d'abord nommée OA-10E tout comme la mission précédente OA-9E avant d'être renommée NG-10 à la suite du rachat d'Orbital ATK par Northrop Grumman. Le passage à un mélange d'Atlas V et d'Antares 230, plus puissant, lors des vols précédents, a permis à la compagnie de couvrir son contrat initial avec seulement 7 vols, même en comptant l'échec de l'Orb-3. Le E indique donc qu'il s'agit en fait d'une extension du contrat de transport de charge utile initialement contracté.
La production et l'intégration du vaisseau spatial Cygnus sont effectuées à Dulles, en Virginie. Le module de service de Cygnus est accouplé au module de fret pressurisé sur le site de lancement, et les opérations de mission sont menées à partir des centres de contrôle de Dulles et de Houston.
Le lancement a subi deux reports dus à de mauvaises conditions météo sur le Pad 0A de la base de lancement MARS dans l'état de Virginie. Il était initialement prévu le 15 novembre 2018 à 09h49 UTC puis le 16 novembre 2018 à 09h23 UTC avant d'être finalement reporté au 17 novembre 2018 à 09h01 UTC.

## Vaisseau spatial
Il s'agissait du dixième des onze vols effectués par Northrop Grumman dans le cadre du contrat Commercial Resupply Services avec la NASA et ce vol, est considéré comme une extension par rapport aux vols initialement contractés. Il s'agissait du septième vol du Cygnus PCM de taille augmentée.
Suivant une tradition d'Orbital ATK, ce vaisseau spatial Cygnus a été nommé S.S. John Young. Décédé le 5 janvier 2018, il fut le seul astronaute américain à voler deux fois dans 3 des 4 premiers grands programme de la NASA incluant Gemini, Apollo et la navette spatiale.

## Données
Masse totale de fret : 3 416  kg (7 530 livres) dont :
- Cargaison pressurisée : 3 273 kg 
  - Ravitaillement des équipages : 1 141 kg (2 515 livres)
  - Enquêtes scientifiques : 1 044 kg (2 301 livres)
  - Équipement pour les sorties dans l'espace : 31 kg (68 livres)
  - Matériel du véhicule : 942 kg (2 076 livres)
  - Ressources informatiques : 115 kg (253 livres)
- Cargaison non pressurisée : 143 kg (315 livres)